# Thomas Gobert (compositeur)
Pour les articles homonymes, voir Gobert.
Thomas Gobert est un prêtre, compositeur et chantre français, né au début du XVIIe siècle et mort à  Paris le 26 septembre 1672, actif notamment comme sous-maître de la chapelle du roi sous Louis XIV, et chanoine de la Sainte-Chapelle. De ce musicien on dispose d’un certain nombre de documents, mais de très peu d’œuvres.

## Biographie

### Famille
Il est fils de Guillaume Gobert et Claude Sadel. Il est devenu prêtre du diocèse de Paris à un moment non identifié, mais avant novembre 1647.
Durant sa carrière parisienne, on possède quelques actes de famille le concernant : il est témoin au mariage de Robert Gobert, probablement un parent, le 5 octobre 1643, et parrain d’un enfant le 26 octobre 1660, les deux fois à Saint-Germain-l’Auxerrois, paroisse de la cour. On sait qu’il a eu un neveu Michel Gobert, comme lui chapelain à la Sainte-Chapelle.

### Premiers emplois

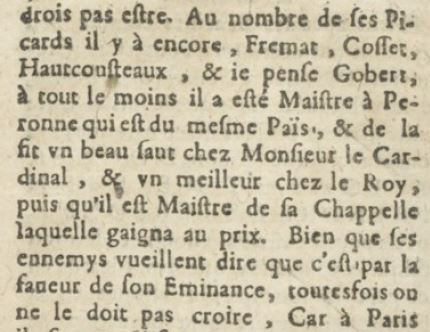
Extrait de L'Entretien des musiciens d'Annibal Gantez (1643) concernant Thomas Gobert.

Les Mémoires de Dongois indiquent qu’il aurait été enfant de chœur à la Sainte-Chapelle, mais aucun registre ne permet de le confirmer.
Son premier poste identifié est celui de maître de chapelle à Péronne en Picardie. Il est nommé chanoine de la collégiale de Saint-Quentin dès l’année 1630. Cette nomination très précoce est sans doute l'indice d'une célébrité naissante, voire du désir du chapitre de Saint-Quentin de ne pas le laisser partir (ou repartir) à Paris.
Gantez nous dit ensuite : « De là il fit un beau saut chez Monsieur le Cardinal, et un meilleur chez le roy, puisqu’il est maistre de sa chapelle, laquelle gaigna au prix. ».
De ce passage dans la maison de Richelieu, on n’a pas de trace.

### À la Chapelle du roi
Pour son poste à la chapelle du roi, il y en a plus, en revanche. En 1638, Gobert succède à Nicolas Formé comme sous-maître de la Chapelle du roi, au semestre de janvier. L’autre semestre est assuré par Eustache Picot, puis Jean Veillot, enfin Henry Du Mont.
En 1664, après la mort de Jean Veillot, les deux semestres sont transformés en quatre quartiers (trimestres). Dès ce moment Gobert assure le quartier de janvier, les autres sous-maîtres étant Pierre Robert, Gabriel Expilly et Du Mont. Ses gages se montent à 1600 lt. Il abandonne cet office à une date non déterminée, avant 1668.
Les registres disent qu’il est également compositeur de la Chambre du roi, aux gages de 600 lt, pour le semestre de janvier, de 1664 à sa mort en 1672, en alternance avec Lully. Toutefois l'État de 1672 le cite comme compositeur à la Chapelle en 1672, et jamais à la Chambre. Qui faut-il croire ? Sa faible production en musique profane laisse supposer qu’il était en fait compositeur pour la Chapelle.

### À la Sainte-Chapelle
Parallèlement à sa carrière à la Chapelle du roi, Gobert a obtenu un certain nombre de charges à la Sainte-Chapelle. Le 24 novembre 1646, il prend la chapellenie perpétuelle de Saint-Blaise en la basse Sainte-Chapelle, et la conserve jusqu’au 7 octobre 1651, date à laquelle elle passe à Ferdinand de Florence.
Entre janvier et avril 1647, il demande à deux reprises à être « mis sur le livre du point » (c’est-à-dire de pouvoir chanter au lutrin en touchant les émoluments attachés à cette fonction) en demandant toutefois d’être dispensé de chanter au lutrin sous la direction d’Artus Aux-Cousteaux, puisqu’il avait à la Chapelle du roi un office de rang supérieur à celui-ci, ce qui lui est accordé.
Le 26 septembre 1651 il reçoit du roi une prébende de chanoine à la Sainte-Chapelle.

### Autres offices
Trois actes du minutier central en date du 3 juin 1641 montrent qu’il était également chanoine de la cathédrale Saint-Vincent de Saint-Malo.
Il meurt le 26 septembre 1672 après une longue maladie et est enterré le 28 septembre.

### Correspondance
C’est entre mai 1646 et juillet 1647 que se situe une intéressante correspondance entre Thomas Gobert et Constantin Huygens, consistant en 9 lettres conservées à La Haye et Leyde. Il en ressort essentiellement que Gobert intervient comme intermédiaire entre Huygens et Robert III Ballard pour la publication de sa Pathodia sacra et profana occupati (1647). Il reçoit et corrige des pièces avant qu’elles soient publiées, intervient dans la correction des épreuves. Il répercute à Huygens le désir de Ballard de remplacer les basses en tablature par des basses continues (ce qui sera fait). Il échange également d'autres compositions avec Huygens, et tous deux se demandent mutuellement de corriger leurs défauts. Il est aussi en relation avec Luigi Rossi (il envoie à Huygens quelques airs italiens de Rossi) et avec le Père Marin Mersenne. Il dit dans une de ses lettres que le service de la chapelle du roi ne lui laisse que peu de temps pour composer des pièces profanes.

## Œuvres
Malgré le peu de musique qu’on conserve de lui, Gobert apparait avoir été un compositeur à l’avant-garde de son époque : il introduit une basse continue dans ses Elévations, écrit des motets à grand chœur (forme nouvelle), modernise les mélodies d’Aux-Cousteaux pour les psaumes d'Antoine Godeau en les ornementant... 

### Œuvres sacrées
- Les grands motets que Gobert a écrits pour la Chapelle du roi sont perdus. Quelques textes écrits pour lui par Pierre Perrin (poète) sont connus par un recueil intitulé Cantica a sacelli regii musicis in sacrificio missae decantata. Motets chantez pendant la messe du roy, par la musique de sa chapelle... composez en latin et rendus en françois par P. Perrin... et mis en musique par T. Gobert. Paris, s.d.. 2°, 4 p. Paris BNF (Impr.) : YC-399.

De ce répertoire il existe aussi un livret de Pierre Perrin sur lequel il a composé de la musique :
- Paroles tirées de la Sainte Écriture, et mises en motet pour la Chapelle du roi, Pour rendre graces à Dieu de l'heureux Mariage de leurs Majestez. [Paris, Robert III Ballard, 1660]. 1 vol. 2°. Guillo 2003 n° 1660-G.

L’incipit est : Audite cæli quæ loquor audiat terra, verba oris mei... / Cieux, daignez escouter ce que je dis ; & que toute la terre...]. [À la fin :] Par le Sieur Gobert, Maistre de la Musique de la Chapelle du Roy. Paris Maz. : Rés 274 A3(5).
- Sont également perdues des Élévations et antiennes à voix seule et à 2 parties avec la b.c., dont un manuscrit est signalé en 1750 dans la bibliothèque de musique des imprimeurs Ballard[19]

Il s’agit probablement des Antiennes récitatives que Gobert envoie à C. Huygens, dont il parle dans sa lettre à Huygens du 17 octobre 1646.
- Magnificat à grand chœur (5 v.), cité dans la même lettre.

### Œuvres spirituelles

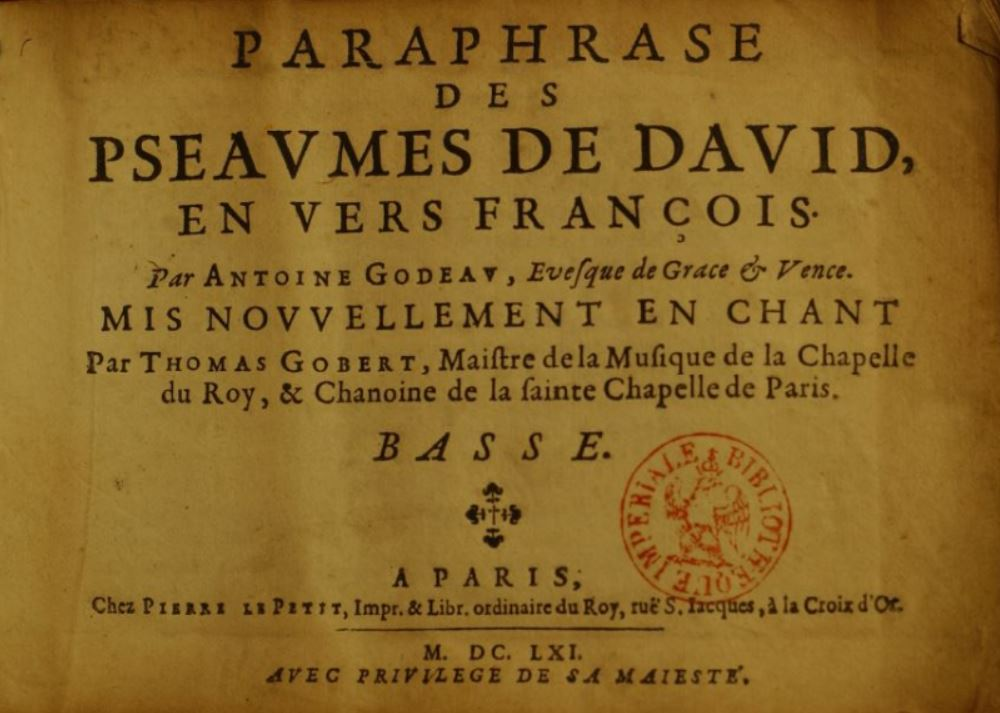
Page de titre des Psaumes d'Antoine Godeau mis en musique par Thomas Gobert (Paris, 1661). Paris BNF.

Thomas Gobert a achevé la composition des mélodies des 150 psaumes de David que le compositeur Artus Aux-Cousteaux avait entreprise, pour remplacer celle qu'Antoine Lardenois avait déjà données sur ces textes. Gobert modifie aussi les mélodies d’Aux-Cousteaux et ajoute une partie de basse. Les éditions retrouvées qui portent son nom sont les suivantes :
- Paraphrase des pseaumes de David, en vers françois, par Antoine Godeau... et mis en chant, par Artus Aucousteaux... Quatrième édition, revue & corrigée. - Paris, Pierre Le Petit, 1656, 12°. Cette édition contient déjà des mélodies de Gobert, sans qu’il s’y soit nommé. Celui-ci déclare y avoir ajouté des portes-de-voix, des anticipations, des tremblements et autres ornements, pour rendre la musique d’Aux-Cousteaux plus agréable.
- Paraphrase des pseaumes de David, en vers françois, par Antoine Godeau... et mis nouvellement en chant, par Thomas Gobert... Cinquième édition. - Paris, Pierre Le Petit, 1659, 12°. [Partie de dessus]. RISM G 2914 et GG 2914.
- Paraphrase des pseaumes de David, en vers françois, par Antoine Godeau... et mis nouvellement en chant, par Thomas Gobert... Cinquième édition. - Paris, Pierre Le Petit, 1659, 12°. [Partie de dessus]. RISM G 2914 et GG 2914.
- Paraphrase des pseaumes de David, en vers françois, par Antoine Godeau... et mis nouvellement en chant, par Thomas Gobert... Basse. - Paris, Pierre Le Petit, 1661, 8° oblong. [Partie de basse]. RISM G 2915 et GG 2915.
- Paraphrase des pseaumes de David, en vers françois, par Antoine Godeau... Sixième édition... et les chants corrigez & rendus propres et justes pour tous les couplets, par Me Thomas Gobert... - Paris, Pierre Le Petit, 1672, 12°. RISM G 2916.
- Paraphrase des pseaumes de David, en vers françois, par Antoine Godeau... Dernière édition... et les chants corrigez & rendus propres et justes pour tous les couplets, par Me Thomas Gobert... - Paris, Pierre Le Petit, 1676, 12°. RISM G 2917 et GG 2917.
- Paraphrase des pseaumes de David, en vers françois, par Antoine Godeau... et mis en chant par Thomas Gobert... Nouvelle édition revue & corrigée... - Paris, Denis Thierry, 1686, 12° RISM G 2918 et GG 2918.
- Paraphrase des pseaumes de David, en vers françois, par Antoine Godeau... et mis en chant par Thomas Gobert... Nouvelle édition revue & corrigée... - Paris, Denis Thierry, 1698, 12° RISM GG 2918a (il s’agit en fait de l’édition de 1686 rafraîchie).

Sur ces éditions, voir Launay 1964 et Noailly 1992. Les mélodies des éditions de 1659 et 1672 sont détaillées dans la base Neuma gérée par l'IReMus.
Enfin, Gobert met en musique pour 2 voix six textes spirituels de François Berthod à la fin du
- III. livre d'airs de dévotion à 2 parties... Ou conversion de quelques-uns des plus beaux de ce temps en airs spirituels par François Berthod. Paris, Robert III Ballard, 1662. 1 vol. 8°. RISM 16625, Guillo 2003 n° 1662-A.

### Œuvres profanes
On n’a de lui que l’air à 2 voix Sombre forest où regne le silence, inclus dans :
- Airs de différents auteurs à 2 parties [1er livre]. Paris, Robert III Ballard, 1658. 1 vol. 8°. RISM 165803, Guillo 2003 n° 1658-A.